# Francisco Camprodón

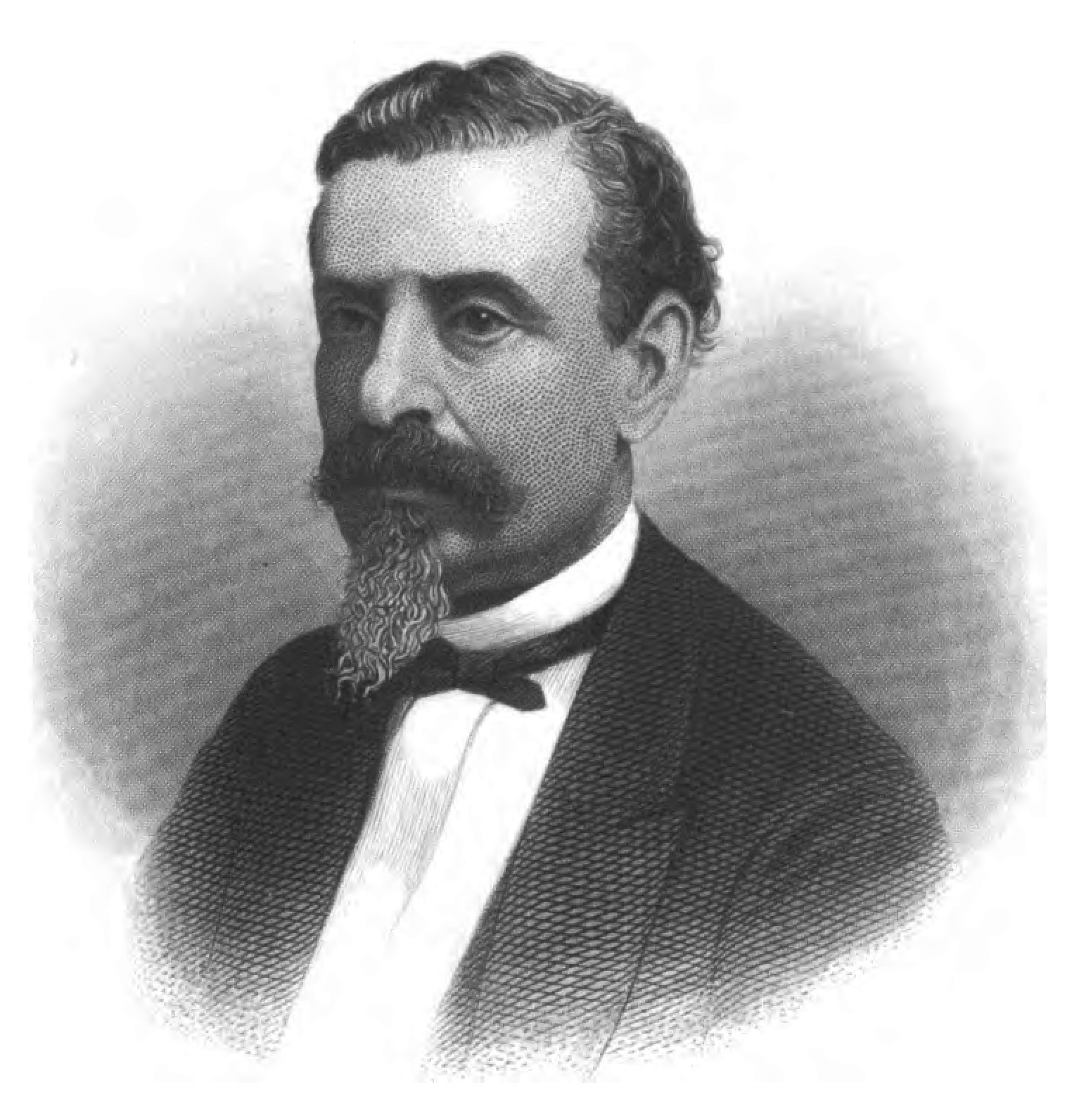

Francisco Camprodón y Lafont, född den 4 mars 1816 i Vic, död den 16 augusti 1869 i Havanna, var en spansk dramatisk författare.
Med en djup kännedom av scenens resurser förenade Camprodón en stor lätthet att skriva och livlig inbillningskraft, som dock förledde honom till överproduktion, på samma gång han förtjänade mycket pengar, som han lika lätt slösade bort. Av hans dramer torde endast Flor de un día förtjäna hågkomst. På zarzuelans område ansågs han som en mästare, och av hans till ett trettiotal uppgående stycken i denna genre är följande de oftast uppförda: Marina, El domino azul, Una vieja, Una niña, La jardinera, Quien manda, manda, El zapatero y el banquero, El gran bandido, Galatea och El diablo las carga.